# 者培仙
者培仙（1962年10月—），女，彝族，云南石林人，中华人民共和国政治人物。

## 生平
1984年12月至1987年12月，任石林县亩竹箐乡妇联主任；1988年1月至1995年7月，在西街口乡工作，任妇联主任、党委委员、副乡长、纪委书记兼组织委员。1995年8月至1997年8月，历任大可乡党委委员、副书记、人大主席；1997年9月至2003年2月，历任维则乡代理乡长、乡长、党委书记。2003年3月至2006年12月，任石林县人大常委会副主任。当选第十届全国人大云南地区代表。2007年1月起，任县政协党组书记、主席。2013年，当选为政协石林县第九届委员会主席。2017年，连任政协石林彝族自治县第十届委员会主席。